# Kasteel van Vincennes
Het Kasteel van Vincennes (Frans: Château de Vincennes) is een voormalige koninklijke residentie even ten oosten van Parijs. Het is gelegen aan de rand van het Bois de Vincennes, dat tot de stad Parijs behoort, terwijl het kasteel zelf in de gemeente Vincennes ligt. 
Het kasteel is de voornaamste nog bestaande Franse koninklijke burcht. De 52 meter hoge donjon is, samen met de donjon te Crest, de hoogste van Europa. Het kasteel werd gebouwd tussen de 14e en 16e eeuw.

## Middeleeuwen
Het jachthuis dat Lodewijk VII rond 1150 in het woud van Vincennes had opgetrokken, werd in de 13e eeuw door Lodewijk de Heilige veranderd in een landhuis. Van hieruit vertrok Lodewijk voor een kruistocht waarvan hij niet zou terugkeren.
Halverwege de middeleeuwen werd het kasteel belangrijker: Filips de Stoute en Filips de Schone trouwden er en drie 14e-eeuwse koningen werden er geboren. Daarnaast werd er enige tijd de doornenkroon (destijds beschouwd als relikwie) bewaard, voor hij naar de Sainte-Chapelle in Parijs werd overgebracht. Voor een fragment van de relikwie dat in Vincennes achterbleef, werd een nieuwe kapel gebouwd.
Rond 1337 besloot Filips VI van Valois de plek te versterken met een donjon ten westen van het gebouw. Met 52 meter is het het meest imposante middeleeuwse verdedigingsbouwwerk van Europa. De Valois bouwden rond 1410 ook een monumentale omwalling van meer dan een kilometer lengte met drie poorten en negen veertig meter hoge torens.

## Van Renaissance naar Restauratie
Een van de onvrijwillige gasten van het kasteel was Hendrik IV, toen hij hier gevangen werd gezet tijdens de Godsdienstoorlogen tussen katholieken en protestanten. In de 17e eeuw bouwde de architect Louis Le Vau voor Lodewijk XIV vleugels voor de koning en de koningin. Daarmee werd het kasteel de derde koninklijke residentie. De reconstructie werd echter niet doorgezet omdat het Kasteel van Versailles alle aandacht opeiste. Er zijn niettemin in het gebouw enkele kenmerken van de Lodewijk XIV-stijl bewaard gebleven. Een veel beter voorbeeld daarvan is echter het Kasteel van Vaux-le-Vicomte, gebouwd in opdracht van Lodewijks schatbewaarder Nicolas Fouquet, die vervolgens tot zijn dood in Vincennes gevangen zat. Naderhand werden ook de Markies de Sade, Mirabeau en Denis Diderot hier gevangengezet en op last van Napoleon werd hier in 1804 Louis Antoine Henri de Bourbon-Condé, de Hertog van Enghien geëxecuteerd.
In 1796 werd het kasteel een arsenaal, en in 1815 werd het door de napoleontische generaal Pierre Daumesnil met nog geen 200 man vijf maanden lang met succes verdedigd tegen Russische en Pruisische troepen. Pas op bevel van Lodewijk XVIII gaf hij het fort uiteindelijk over.

## Moderne tijd

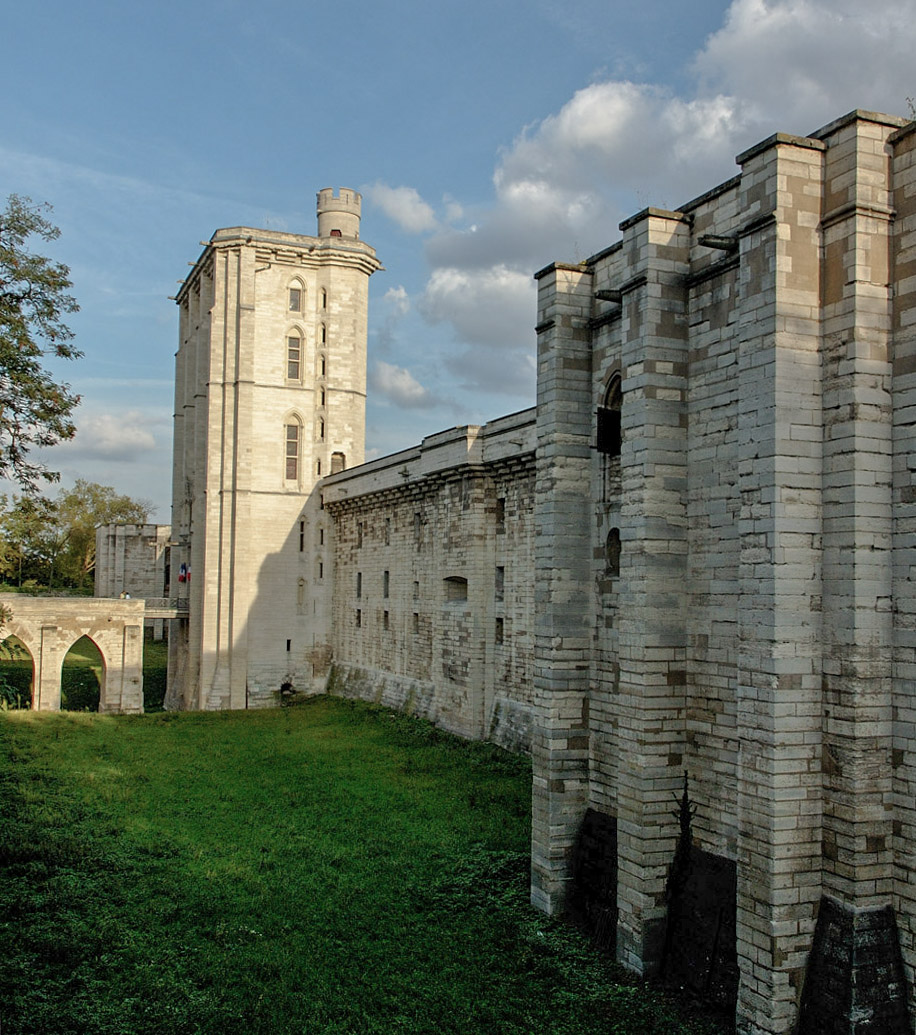
Gezicht van de noordkant

Het park werd in de 19e eeuw omgewerkt in de stijl van de Engelse parktuin. Napoleon III gaf Eugène Viollet-le-Duc de zorg over de restauratie van de kapel en de donjon; het Bois de Vincennes (10 km²) werd vermaakt aan de stad Parijs. Op 15 oktober 1917 werd Mata Hari op beschuldiging van spionage gefusilleerd op het kasteelterrein. In 1964 wenste Charles de Gaulle van het Élysée te verhuizen naar Vincennes, omdat hij het Parijse paleis niet prestigieus genoeg vond; van het plan kwam echter niets.
Het kasteel valt zowel onder het Ministerie van Cultuur (als historisch monument) als onder het Ministerie van Defensie. Het gebouw is filmlokatie geweest voor talrijke films. Sinds 1948 is hier de Service historique de la défense (SHD) gevestigd, het archiefcentrum van het Ministerie van Defensie en de Franse strijdkrachten. De SHD beheert tevens een museum in het kasteel.
Vanaf 1988 werd het gebouw ingrijpend gerestaureerd. In 2007 is het gebouw weer opengesteld voor publiek.